# (100410) 1996 AZ10
(100410) 1996 AZ10 es un asteroide perteneciente al cinturón de asteroides, descubierto el 13 de enero de 1996 por el equipo del Spacewatch desde el Observatorio Nacional de Kitt Peak, Arizona, Estados Unidos.

## Designación y nombre
Designado provisionalmente como 1996 AZ10.

## Características orbitales
1996 AZ10 está situado a una distancia media del Sol de 2,377 ua, pudiendo alejarse hasta 2,636 ua y acercarse hasta 2,117 ua. Su excentricidad es 0,109 y la inclinación orbital 4,459 grados. Emplea 1338 días en completar una órbita alrededor del Sol.

## Características físicas
La magnitud absoluta de 1996 AZ10 es 16,4.